# Paraliparis pectoralis
Paraliparis pectoralis és una espècie de peix pertanyent a la família dels lipàrids.

## Descripció
- Fa 21,8 cm de llargària màxima.
- Nombre de vèrtebres: 61-66.[5]

## Hàbitat
És un peix marí i batidemersal que viu entre 681 i 1.636 m de fondària.

## Distribució geogràfica
Es troba al Pacífic nord: Oregon, el mar de Bering i la costa del mar d'Okhotsk a Hokkaido.

## Observacions
És inofensiu per als humans.